# NBA All-Star Game 2021
NBA All-Star Game 2021, NBA:s All-Star-match 2021, var den 70:e upplagan av NBA All-Star Game. Matchen spelades den 7 mars 2021 på State Farm Arena i Atlanta. Lagkaptener för de två lagen var LeBron James och Kevin Durant och Team LeBron vann matchen med 170–150. Giannis Antetokounmpo i Team LeBron blev utsedd till All-Star Game Most Valuable Player. Matchen var inledningsvis planerad att spelas i Indianapolis, men flyttades till Atlanta till följd av orsaker relaterat till coronaviruspandemin.
Det var tredje gången All-Star Game spelades i Atlanta, efter att tidigare spelats 1978 och 2003. Det var Marv Alberts sista All-Star Game som kommentator.

## Bakgrund
Den 13 december 2017 meddelades det på en presskonferens av Indiana Pacers att NBA All-Star Game 2021 skulle spelas på Bankers Life Fieldhouse i Indianapolis. På plats fanns NBA-kommissarien Adam Silver, Pacers-ägaren Herb Simon, guvernören Eric Holcomb och borgmästaren Joe Hogsett. Dåvarande presidenten i Pacers och NBA-legenden Larry Bird lämnade budet för att få anordna All-Star Game i en Dallara IR-05.
Den 25 november 2020 meddelade NBA att All-Star Game skulle skjutas upp på grund av schemaändringar i NBA till följd av coronaviruspandemin samt en potentiell schemakonflikt med NCAA Division I Men's Basketball Tournament 2021 (som av logistiska överväganden flyttades till Indianapolis-området). Silver meddelade att Indianapolis istället skulle vara värd för NBA All-Star Game 2024. Den 4 februari 2021 meddelade NBA och NBA Players Association att All-Star Game 2021 flyttats till State Farm Arena i Atlanta, hemmaarena för Atlanta Hawks.
NBA fokuserade på att stödja afroamerikanska samhällen under All-Star Game. Den 15 februari meddelades det att NBA och NBA Players Association skulle donera 2,5 miljoner dollar för att stödja historiskt svarta college och universitet (HBCU) samt för att öka medvetenheten kring rättvis tillgång till vård, hjälp och vaccin mot COVID-19. De två lagen spelade till stöd för Thurgood Marshall College Fund och United Negro College Fund. Musikkårer från Florida A&M University och Grambling State University genomförde spelarintroduktionerna och banan dekorerades med konstverk från studenter på HBCU.

### COVID-19-protokoll
Alla spelare var tvungna att testa negativt på ett COVID-19 PCR-test innan de transporterade sig till Atlanta, och de kunde bara ta med sig ett begränsat antal från sin familj och av sina vänner. De var tvungna att använda privata transporter anordnande av NBA. Alla NBA-spelare utsattes för dagliga tester under All-Star-pausen, även om de inte deltog i matchen. De var förbjudna att resa utomlands eller bo på hotell eller liknande ifall de skulle resa från sin hemstad. Första veckan efter pausen var alla spelare tvungna att dagligen genomföra ett testprotokoll (ett snabbtest och två PCR-test), även om de inte var planerade att spela den dagen.
NBA mötte kritik för att de skulle genomföra All-Star Game. Detta på grund av möjligheten att COVID-19 skulle kunna få spridning i ligan vid evenemanget då det finns spelare från flera olika lag som deltar. Möjligheten till exponering från de olika evenemangen kopplade till matchen nämndes också som en oro. Flera spelare uttryckte sin motvilja mot beslutet, däribland bland annat Carmelo Anthony, LeBron James och Kawhi Leonard. Kritiker menade på att All-Star-matchen har varit en viktig inkomstkälla för NBA och dess mediepartners och att det sannolikt var en del av deras beslut att fortgå med evenemanget. Den 8 mars rapporterade NBA att det inte fanns några positiva tester bland spelare eller personal på speldagen.
All-Star-matchen var stängd för allmänheten och det fanns inga andra officiella evenemang kopplade till matchen. Publiken var begränsad till mellan 1 200 och 1 500 inbjudna gäster och förväntades inkludera vaccinerad sjukvårdspersonal och studenter och fakulteter vid HBCU:s. Atlantas borgmästare Keisha Lance Bottoms uttalade sig offentligt att "vi är överens om att detta endast är ett TV-evenemang" och avrådde samtidigt fansen från att resa till Atlanta för matchen samt lokala företag från att anordna evenemang kopplat till matchen. Denna begäran verkställdes av NBA som skickade ut varningsbrev till olika lokala företag som använde varumärket för All-Star Game. Artificiellt publikljud och virtuella fans på skärmar användes under matchen.

## Lag

### Tränare
Quin Snyder, tränare i Utah Jazz, kvalificerade sig som huvudtränare för Team LeBron den 15 februari. Doc Rivers, tränare i Philadelphia 76ers, kvalificerade sig som huvudtränare för Team Durant den 19 februari.

### Trupper
Liksom tidigare år valdes trupperna i All-Star Game genom en omröstningsprocess. Fansen kunde rösta både via NBA-webbplatsen och via sitt Google-konto. Startspelarna valdes av fans, media och nuvarande NBA-spelare. Fansen utgjorde 50% av rösterna medan NBA-spelarna och media stod för 25% av rösterna var. De två guardsen, de två forwards och centern som fick flest antal röster i varje konferens blev startspelare i All-Star Game och de två spelare i varje konferens med högst antal röster blev utsedda till lagkaptener. NBA-tränarna röstade på reservspelarna i sina respektive konferenser, men de kunde dock inte rösta på spelare i sitt eget lag. Varje tränare valde ut två guards, två forwards, en center samt två wild cards och där varje vald spelare rankades i önskad ordning inom respektive position. Om en spelare med flera olika positioner skulle väljas uppmanades tränarna att rösta på spelaren på den position som var "mest fördelaktig för All-Star-laget", oavsett var spelaren var noterad på All-Star-omröstningen.
Startspelarna meddelades den 18 februari 2021. Bradley Beal i Washington Wizards och Kyrie Irving i Brooklyn Nets blev uttagna som guards i East, vilket var deras tredje respektive sjunde uttagning. Kevin Durant i Brooklyn Nets och Giannis Antetokounmpo i Milwaukee Bucks blev uttagna som forwards i East, vilket var deras 11:e respektive femte uttagning. Som center valdes Joel Embiid i Philadelphia 76ers, vilket var hans fjärde uttagning.
Luka Dončić i Dallas Mavericks och Stephen Curry i Golden State Warriors blev uttagna som startande guards i West, vilket var deras andra respektive sjunde uttagning. Som forwards blev Kawhi Leonard i Los Angeles Clippers och LeBron James i Los Angeles Lakers uttagna för femte respektive 17:e gången. Som center valdes Nikola Jokić i Denver Nuggets som blev uttagen för tredje gången.
Reservspelarna meddelades den 23 februari 2021. I West blev Anthony Davis i Los Angeles Lakers (8:e uttagningen), Paul George i Los Angeles Clippers (7:e uttagningen), Rudy Gobert i Utah Jazz (2:a uttagningen), Damian Lillard i Portland Trail Blazers (6:e uttagningen), Donovan Mitchell i Utah Jazz (2:a uttagningen), Chris Paul i Phoenix Suns (11:e uttagningen) och Zion Williamson i New Orleans Pelicans (1:a uttagningen) uttagna som reservspelare.
I East blev Jaylen Brown i Boston Celtics (1:a uttagningen), James Harden i Brooklyn Nets (9:e uttagningen), Zach LaVine i Chicago Bulls (1:a uttagningen), Julius Randle i New York Knicks (1:a uttagningen), Ben Simmons i Philadelphia 76ers (3:e uttagningen), Jayson Tatum i Boston Celtics (2:a uttagningen) och Nikola Vučević i Orlando Magic (2:a uttagningen) uttagna som reservspelare.
- Kursiv stil är de som fick flest röster i varje konferens

| Pos           | Spelare               | Lag                | Antal uttagningar |
| Startspelare  | Startspelare          | Startspelare       | Startspelare      |
| ------------- | --------------------- | ------------------ | ----------------- |
| G             | Bradley Beal          | Washington Wizards | 3                 |
| G             | Kyrie Irving          | Brooklyn Nets      | 7                 |
| F             | Giannis Antetokounmpo | Milwaukee Bucks    | 5                 |
| F             | Kevin DurantINJ2      | Brooklyn Nets      | 11                |
| C             | Joel EmbiidST2        | Philadelphia 76ers | 4                 |
| Reservspelare |                       |                    |                   |
| G             | Jaylen Brown          | Boston Celtics     | 1                 |
| G             | James Harden          | Brooklyn Nets      | 9                 |
| G             | Zach LaVine           | Chicago Bulls      | 1                 |
| G             | Ben SimmonsST2        | Philadelphia 76ers | 3                 |
| F             | Julius Randle         | New York Knicks    | 1                 |
| F             | Domantas SabonisREP2  | Indiana Pacers     | 2                 |
| F             | Jayson TatumST1       | Boston Celtics     | 2                 |
| C             | Nikola Vučević        | Orlando Magic      | 2                 |

| Pos           | Spelare              | Lag                    | Antal uttagningar |
| Startspelare  | Startspelare         | Startspelare           | Startspelare      |
| ------------- | -------------------- | ---------------------- | ----------------- |
| G             | Stephen Curry        | Golden State Warriors  | 7                 |
| G             | Luka Dončić          | Dallas Mavericks       | 2                 |
| F             | LeBron James         | Los Angeles Lakers     | 17                |
| F             | Kawhi Leonard        | Los Angeles Clippers   | 5                 |
| C             | Nikola Jokić         | Denver Nuggets         | 3                 |
| Reservspelare |                      |                        |                   |
| G             | Devin BookerREP1INJ3 | Phoenix Suns           | 2                 |
| G             | Mike Conley Jr.REP3  | Utah Jazz              | 1                 |
| G             | Damian Lillard       | Portland Trail Blazers | 6                 |
| G             | Donovan Mitchell     | Utah Jazz              | 2                 |
| G             | Chris Paul           | Phoenix Suns           | 11                |
| F             | Anthony DavisINJ1    | Los Angeles Lakers     | 8                 |
| F             | Paul George          | Los Angeles Clippers   | 7                 |
| F             | Zion WilliamsonST2   | New Orleans Pelicans   | 1                 |
| C             | Rudy Gobert          | Utah Jazz              | 2                 |

^INJ1  Anthony Davis kunde inte spela på grund av en vadskada.

^REP1  Devin Booker valdes ut som Anthony Davis ersättare.

^INJ2  Kevin Durant kunde inte spela på grund av en lårskada.

^REP2  Domantas Sabonis valdes ut som Kevin Durants ersättare.

^ST1  Jayson Tatum valdes att starta i stället för Durant.

^INJ3  Devin Booker kunde inte spela på grund av knäskada.

^REP3  Mike Conley valdes som Devin Bookers ersättare.

^ST2  Zion Williamson startade istället för Joel Embiid i Team Durant. Embiid och Ben Simmons missade matchen efter att ha varit i kontrakt med någon smittad med Covid-19.

### Draft
NBA All-Star-draften genomfördes den 4 mars 2021. LeBron James och Kevin Durant blev utsedda till lagkaptener då de fick flest röster i West respektive East. Det var fjärde året i rad som James blev utsedd till lagkapten medan det var första gången för Durant. De första åtta spelarna som draftades blev startspelare. Nästa 14 spelare (sju från varje konferens) blev valda av NBA-tränare. NBA-kommissarien Adam Silver valda ersättare för spelare som inte kunde delta i All-Star-matchen. 
James valde Giannis Antetokounmpo som sitt förstaval och därefter valdes Kyrie Irving som Durants förstaval. Team Durant var hemmalag i matchen.
| Val | Spelare               | Lag    |
| --- | --------------------- | ------ |
| 1   | Giannis Antetokounmpo | LeBron |
| 2   | Kyrie Irving          | Durant |
| 3   | Stephen Curry         | LeBron |
| 4   | Joel Embiid           | Durant |
| 5   | Luka Dončić           | LeBron |
| 6   | Kawhi Leonard         | Durant |
| 7   | Nikola Jokić          | LeBron |
| 8   | Bradley Beal          | Durant |
| 9   | Jayson Tatum          | Durant |
| 10  | James Harden          | Durant |
| 11  | Damian Lillard        | LeBron |
| 12  | Devin Booker          | Durant |
| 13  | Ben Simmons           | LeBron |
| 14  | Zion Williamson       | Durant |
| 15  | Chris Paul            | LeBron |
| 16  | Zach LaVine           | Durant |
| 17  | Jaylen Brown          | LeBron |
| 18  | Julius Randle         | Durant |
| 19  | Paul George           | LeBron |
| 20  | Nikola Vučević        | Durant |
| 21  | Domantas Sabonis      | LeBron |
| 22  | Donovan Mitchell      | Durant |
| 23  | Rudy Gobert           | LeBron |

### Laguppställningar
| Pos                                           | Spelare             | Lag                  |              |
| Startspelare                                  | Startspelare        | Startspelare         | Startspelare |
| --------------------------------------------- | ------------------- | -------------------- | ------------ |
| G                                             | Kyrie Irving        | Brooklyn Nets        |              |
| C                                             | Joel EmbiidST2      | Philadelphia 76ers   |              |
| F                                             | Kawhi Leonard       | Los Angeles Clippers |              |
| G                                             | Bradley Beal        | Washington Wizards   |              |
| F                                             | Jayson TatumST1     | Boston Celtics       |              |
| Reservspelare                                 |                     |                      |              |
| G                                             | James Harden        | Brooklyn Nets        |              |
| F                                             | Zion WilliamsonST2  | New Orleans Pelicans |              |
| G                                             | Zach LaVine         | Chicago Bulls        |              |
| F                                             | Julius Randle       | New York Knicks      |              |
| C                                             | Nikola Vučević      | Orlando Magic        |              |
| G                                             | Donovan Mitchell    | Utah Jazz            |              |
| G                                             | Mike Conley Jr.REP3 | Utah Jazz            |              |
| Huvudtränare: Doc Rivers (Philadelphia 76ers) |                     |                      |              |

| Pos                                   | Spelare               | Lag                    |              |
| Startspelare                          | Startspelare          | Startspelare           | Startspelare |
| ------------------------------------- | --------------------- | ---------------------- | ------------ |
| F                                     | LeBron James          | Los Angeles Lakers     |              |
| F                                     | Giannis Antetokounmpo | Milwaukee Bucks        |              |
| G                                     | Stephen Curry         | Golden State Warriors  |              |
| G                                     | Luka Dončić           | Dallas Mavericks       |              |
| C                                     | Nikola Jokić          | Denver Nuggets         |              |
| Reservspelare                         |                       |                        |              |
| G                                     | Damian Lillard        | Portland Trail Blazers |              |
| G                                     | Ben SimmonsST2        | Philadelphia 76ers     |              |
| G                                     | Chris Paul            | Phoenix Suns           |              |
| G                                     | Jaylen Brown          | Boston Celtics         |              |
| F                                     | Paul George           | Los Angeles Clippers   |              |
| F                                     | Domantas SabonisREP2  | Indiana Pacers         |              |
| C                                     | Rudy Gobert           | Utah Jazz              |              |
| Huvudtränare: Quin Snyder (Utah Jazz) |                       |                        |              |

Timmar innan matchstart blev Embiid och Simmons blev borttagna från laguppställningarna på grund av NBA:s COVID-19-protokoll då de hade besökt en lokal frisör i Philadelphia som senare testat positivt innan de reste till Atlanta. Inga ersättare blev uttagna och varje trupp innehöll 11 spelare. Tränaren Rivers valde Williamson som startspelare i Team Durant istället för Embiid.

## Matchsammanfattning
Giannis Antetokounmpo gjorde 35 poäng på 16 av 16 skott och ledde Team LeBron till en 170–150-vinst samt blev utsedd till All-Star MVP. Han satte ett nytt All-Star-rekord för flest skott utan miss och slog Hal Greer rekord från 1968 på 8 mål på 8 skott. Damian Lillard och Stephen Curry gjorde 32 respektive 28 poäng samt åtta trepoängare vars för Team LeBron. Bradley Beal gjorde flest poäng i Team Durant med 26 poäng.
Spelet använde samma format som upplagan 2020: det lag som gjorde flest poäng under de tre första 12-minuters perioderna skulle få en summa pengar som skulle doneras till en utsedd välgörenhet. Den fjärde perioden spelades utan tid, där det första laget som mötte eller överskred ett "poängmål" – det ledande lagets totala poäng efter tre perioder plus 24 – blev utsedd till vinnare. Team LeBron hade kontroll över matchen efter att ha vunnit andra perioden med 19 poäng samtidigt som de vann första och tredje perioden med en poäng vardera. LeBron James gjorde fyra poäng på 13 minuter och vilade därefter. Under sina tidigare 16 All-Star-matcher hade han som lägst gjort 13 poäng. Team LeBron donerade över 1 miljon dollar till Thurgood Marshall College Fund medan Team Durant gav 500 000 dollar till United Negro College Fund.
| 7 mars 2021 8:00 pm ET | Rapport | Team LeBron 170, Team Durant 150                                     | Team LeBron 170, Team Durant 150 | Team LeBron 170, Team Durant 150                                 |  | State Farm Arena, Atlanta Domare: - #49 Tom Washington - #6 Tony Brown - #61 Courtney Kirkland | TNT, TBS |
| 7 mars 2021 8:00 pm ET | Rapport | Resultat efter kvart: 40–39, 60–41, 46–45, 24–25                     |                                  |                                                                  |  | State Farm Arena, Atlanta Domare: - #49 Tom Washington - #6 Tony Brown - #61 Courtney Kirkland | TNT, TBS |
| 7 mars 2021 8:00 pm ET | Rapport | Pts: Giannis Antetokounmpo 35 Rebs: Chris Paul 8 Asts: Chris Paul 16 |                                  | Pts: Bradley Beal 26 Rebs: Kawhi Leonard 9 Asts: Kyrie Irving 12 |  | State Farm Arena, Atlanta Domare: - #49 Tom Washington - #6 Tony Brown - #61 Courtney Kirkland | TNT, TBS |

## All-Star Weekend
De flesta tävlingarna under NBA All-Star Weekend var inställda medan några av de traditionella tävlingarna flyttades till att genomföras under själva All-Star-matchen. Skills Challenge och Three-Point Contest hölls innan matchen och Slam Dunk Contest hölls under halvtid.

### Rising Stars Challenge
En trupp till Rising Stars, som spelas för ligans förstaårs- och andraårsspelare, blev utsedd men matchen spelades aldrig.
| Pos.          | Nat.      | Spelare                  | Lag                   | År       |
| ------------- | --------- | ------------------------ | --------------------- | -------- |
| F             | Nigeria   | Precious Achiuwa         | Miami Heat            | Rookie   |
| G             | Kanada    | Nickeil Alexander-Walker | New Orleans Pelicans  | Andraårs |
| F             | Israel    | Deni Avdija              | Washington Wizards    | Rookie   |
| G/F           | Kanada    | RJ Barrett               | New York Knicks       | Andraårs |
| G             | Argentina | Facundo Campazzo         | Denver Nuggets        | Rookie   |
| F             | Kanada    | Brandon Clarke           | Memphis Grizzlies     | Andraårs |
| G             | Kanada    | Luguentz Dort            | Oklahoma City Thunder | Andraårs |
| F             | Japan     | Rui Hachimura            | Washington Wizards    | Andraårs |
| G             | Frankrike | Théo Maledon             | Oklahoma City Thunder | Rookie   |
| G             | Kanada    | Mychal Mulder            | Golden State Warriors | Andraårs |
| Huvudtränare: |           |                          |                       |          |

| Pos.          | Spelare            | Lag                    | År       |
| ------------- | ------------------ | ---------------------- | -------- |
| G             | LaMelo Ball        | Charlotte Hornets      | Rookie   |
| G             | Anthony Edwards    | Minnesota Timberwolves | Rookie   |
| G             | Tyrese Haliburton  | Sacramento Kings       | Rookie   |
| G             | Tyler Herro        | Miami Heat             | Andraårs |
| F             | De'Andre Hunter    | Atlanta Hawks          | Andraårs |
| G/F           | Keldon Johnson     | San Antonio Spurs      | Andraårs |
| G             | Ja Morant          | Memphis Grizzlies      | Andraårs |
| F             | Michael Porter Jr. | Denver Nuggets         | Andraårs |
| F             | Zion Williamson    | New Orleans Pelicans   | Andraårs |
| C             | James Wiseman      | Golden State Warriors  | Rookie   |
| Huvudtränare: |                    |                        |          |

### Skills Challenge
| Pos. | Spelare          | Lag                    | Höjd   | Vikt   |
| ---- | ---------------- | ---------------------- | ------ | ------ |
| F    | Robert Covington | Portland Trail Blazers | 2,01 m | 94 kg  |
| G/F  | Luka Dončić      | Dallas Mavericks       | 2,01 m | 104 kg |
| G    | Chris Paul       | Phoenix Suns           | 1,83 m | 79 kg  |
| F/C  | Julius Randle    | New York Knicks        | 2,03 m | 113 kg |
| F/C  | Domantas Sabonis | Indiana Pacers         | 2,11 m | 108 kg |
| C    | Nikola Vučević   | Orlando Magic          | 2,11 m | 117 kg |

| Kvartsfinaler               | Kvartsfinaler |  |  | Semifinaler                | Semifinaler |  |                            | Final | Final |
|                             |               |  |  |                            |             |  |                            |       |       |
|                             |               |  |  | Domantas Sabonis (Indiana) | O           |  |                            |       |       |
| Domantas Sabonis (Indiana)  | O             |  |  | Luka Dončić (Dallas)       | X           |  |                            |       |       |
| Julius Randle (New York)    | X             |  |  |                            |             |  | Domantas Sabonis (Indiana) | O     |       |
|                             |               |  |  |                            |             |  | Nikola Vučević (Orlando)   | X     |       |
|                             |               |  |  | Nikola Vučević (Orlando)   | O           |  |                            |       |       |
| Nikola Vučević (Orlando)    | O             |  |  | Chris Paul (Phoenix)       | X           |  |                            |       |       |
| Robert Covington (Portland) | X             |  |  |                            |             |  |                            |       |       |

### Three-Point Contest
Curry vann Three-Point Contest för andra gången efter att ha besegrat Mike Conley Jr. med 28–27 i finalomgången.
| Pos. | Spelare             | Lag                   | Längd  | Vikt   | Första omgången | Finalomgången |
| ---- | ------------------- | --------------------- | ------ | ------ | --------------- | ------------- |
| G    | Stephen Curry       | Golden State Warriors | 1,90 m | 83 kg  | 31              | 28            |
| G    | Mike Conley Jr.REP1 | Utah Jazz             | 1,85 m | 79 kg  | 28              | 27            |
| F    | Jayson Tatum        | Boston Celtics        | 2,03 m | 95 kg  | 25              | 17            |
| G/F  | Zach LaVine         | Chicago Bulls         | 1,96 m | 90 kg  | 22              | DNQ           |
| G    | Donovan Mitchell    | Utah Jazz             | 1,85 m | 97 kg  | 22              | DNQ           |
| G/F  | Jaylen Brown        | Boston Celtics        | 1,98 m | 101 kg | 17              | DNQ           |
| G    | Devin BookerINJ1    | Phoenix Suns          | 1,96 m | 93 kg  | DNP             | DNP           |

^INJ1  Devin Booker kunde inte spela på grund av knäskada.

^REP1  Mike Conley valdes som Devin Bookers ersättare.

### Slam Dunk Contest
- Notera: Finalomgången avgjordes genom röstning av domarna.

| Pos. | Spelare         | Lag                    | Längd  | Vikt  | Första omgången | Finalomgången |
| ---- | --------------- | ---------------------- | ------ | ----- | --------------- | ------------- |
| G    | Anfernee Simons | Portland Trail Blazers | 1,90 m | 82 kg | 95 (46+49)      | 3             |
| F    | Obi Toppin      | New York Knicks        | 2,06 m | 99 kg | 94 (48+46)      | 2             |
| G    | Cassius Stanley | Indiana Pacers         | 1,96 m | 86 kg | 81 (44+37)      | DNQ           |